# Tomáš Kádner
Tomáš Kádner (* 22. listopadu 1955) je český politik za Občanskou demokratickou stranu, po sametové revoluci československý poslanec Sněmovny národů Federálního shromáždění, počátkem 21. století krátce poslanec Poslanecké sněmovny.

## Biografie
Do roku 1991 pracoval jako samostatný výzkumný a vývojový pracovník v oboru ochrany životního prostředí. Pak se angažoval v politice. Ve volbách roku 1992 byl zvolen za ODS, respektive za koalici ODS-KDS, do české části Sněmovny národů (volební obvod Praha). Ve Federálním shromáždění setrval do zániku Československa v prosinci 1992.
Od roku 1993 působil na postu místostarosty městské části Praha 20 (Horní Počernice). Do zastupitelstva této městské části byl zvolen v komunálních volbách roku 1994, komunálních volbách roku 1998, komunálních volbách roku 2002, komunálních volbách roku 2006 i komunálních volbách roku 2010. Po volbách v roce 2002 byl zvolen do Poslanecké sněmovny Parlamentu České republiky za ODS. Mandát nabyl až dodatečně v lednu 2006 jako náhradník poté, co rezignoval poslanec Vladimír Doležal.
V roce 2012 jako místostarosta Horních Počernic podpořil vznik nové radniční koalice za účasti KSČM, čímž vyvolal polemické reakce, protože ODS má na místní úrovni spolupráci s komunisty zakázanou.